# Bagageband

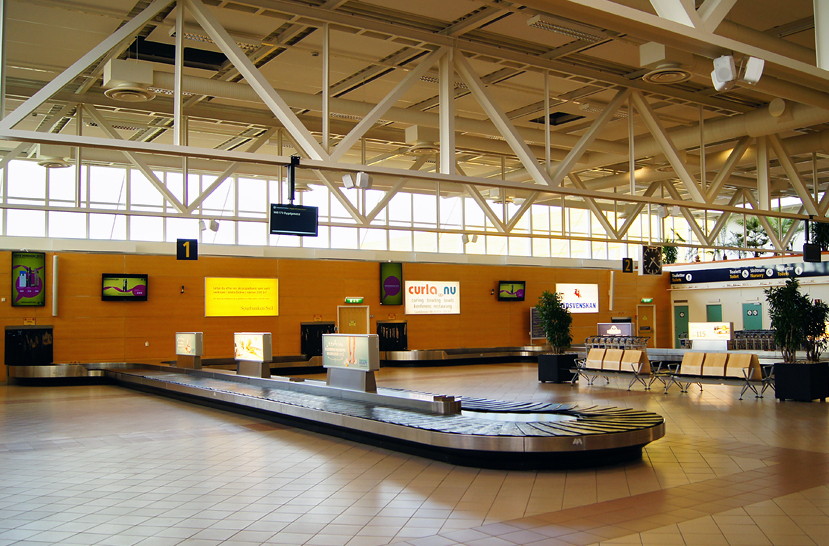
Ett bagageband på Malmö flygplats, 2015.

Ett bagageband är ett bagagehanteringssystem, ett eldrivet "löpande band" för att hantera bagage på bland annat flygplatser. En variant av bagageband leder bagaget till kontroll på avreseflygplatsen och sedan ut mot rampen för lastning. Bagageband i ankomstterminalen kallas ibland bagagekaruseller och används för att dela ut incheckat bagage till ankommande passagerare, ofta efter immigrationen men före tullen. Skrymmande bagage som till exempel skidor och annan sportutrustning placeras generellt inte på banden.
En modern flygplats kan behöva en mängd olika bagageband och -karuseller för att hantera de olika bagagetransporterna runt om de olika gaterna, i samband med landning och avfärd.
Det finns cirka 15 företag som är marknadsledande inom bagagehanteringssystem, och industrin beräknas vara värd cirka 100 miljarder kronor.

## Galleri

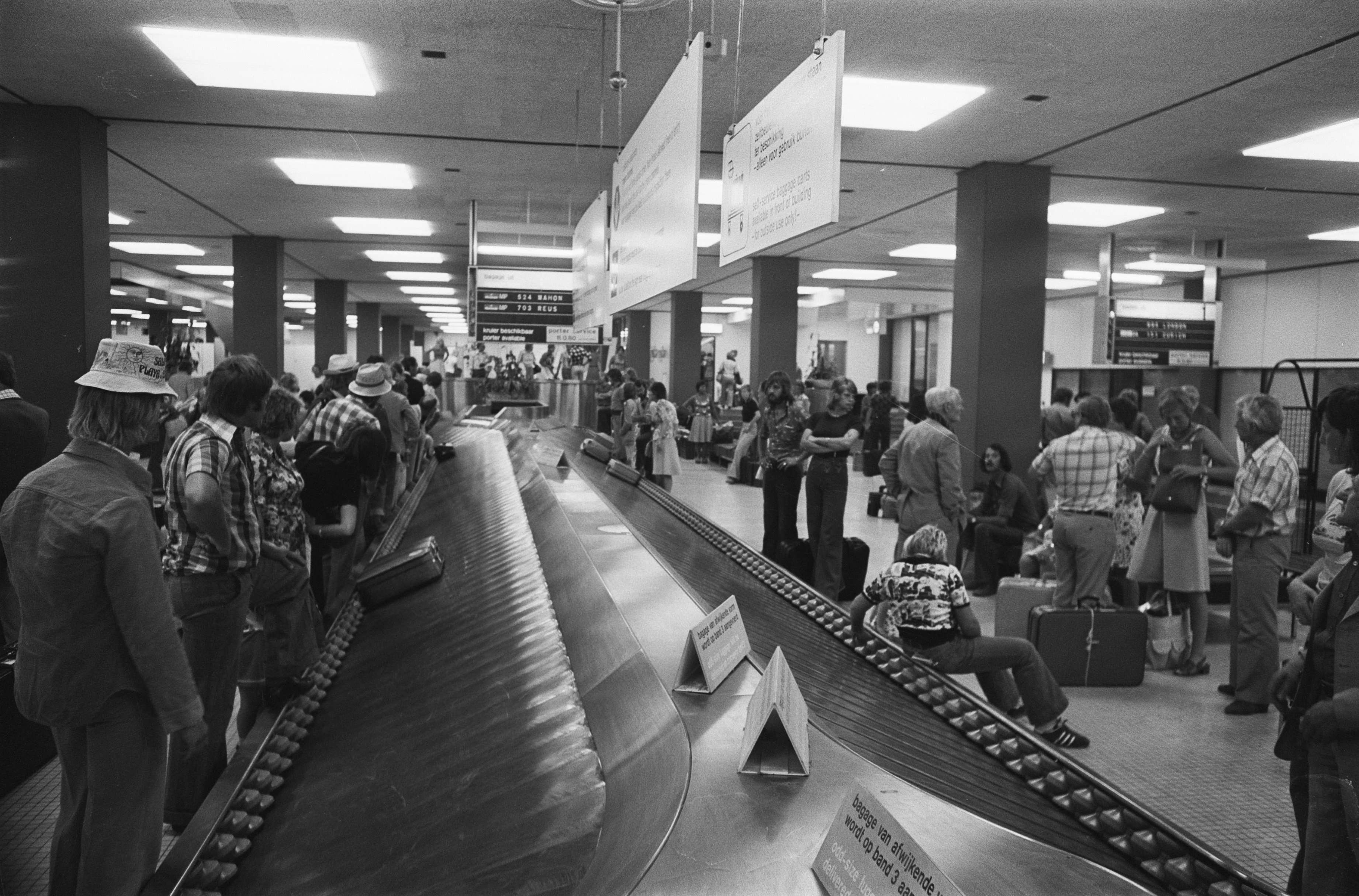
Väntande människor vid bagageband på Amsterdam-Schiphols flygplats, 1975.
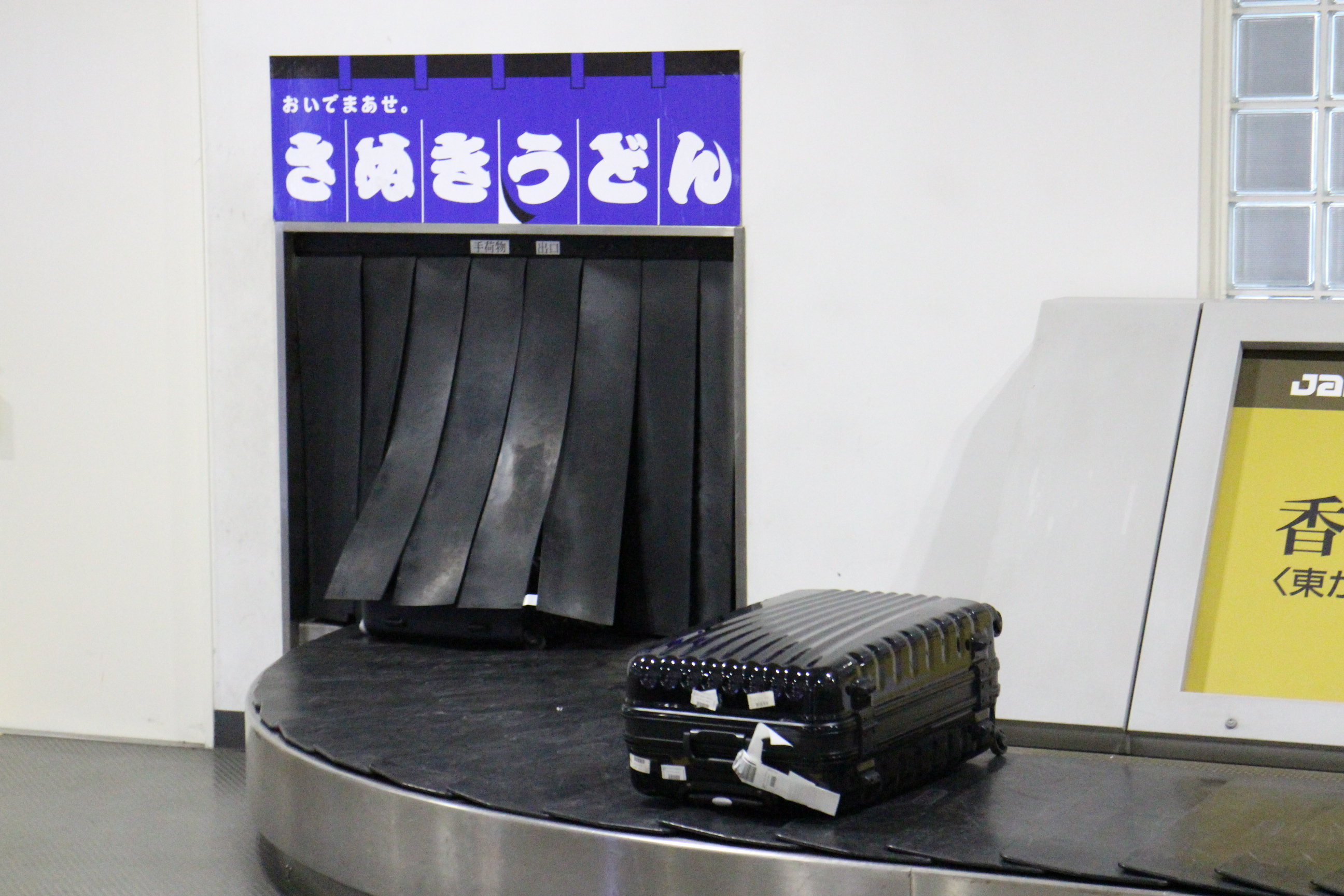
Resväska på bagageband på Takamatsu Airport i Japan, 2016.
- Bagageband på London-Heathrow flygplats, 2017.